# أليوت هيلتون
أليوت هيلتون (بالإنجليزية: Elliot Hilton)‏ هو متزلج فني بريطاني، ولد في 22 نوفمبر 1989 في برستون في المملكة المتحدة.

## وصلات خارجية
- أليوت هيلتون على موقع الاتحاد الدولي للتزلج (الإنجليزية)